# Olsberger Hütte

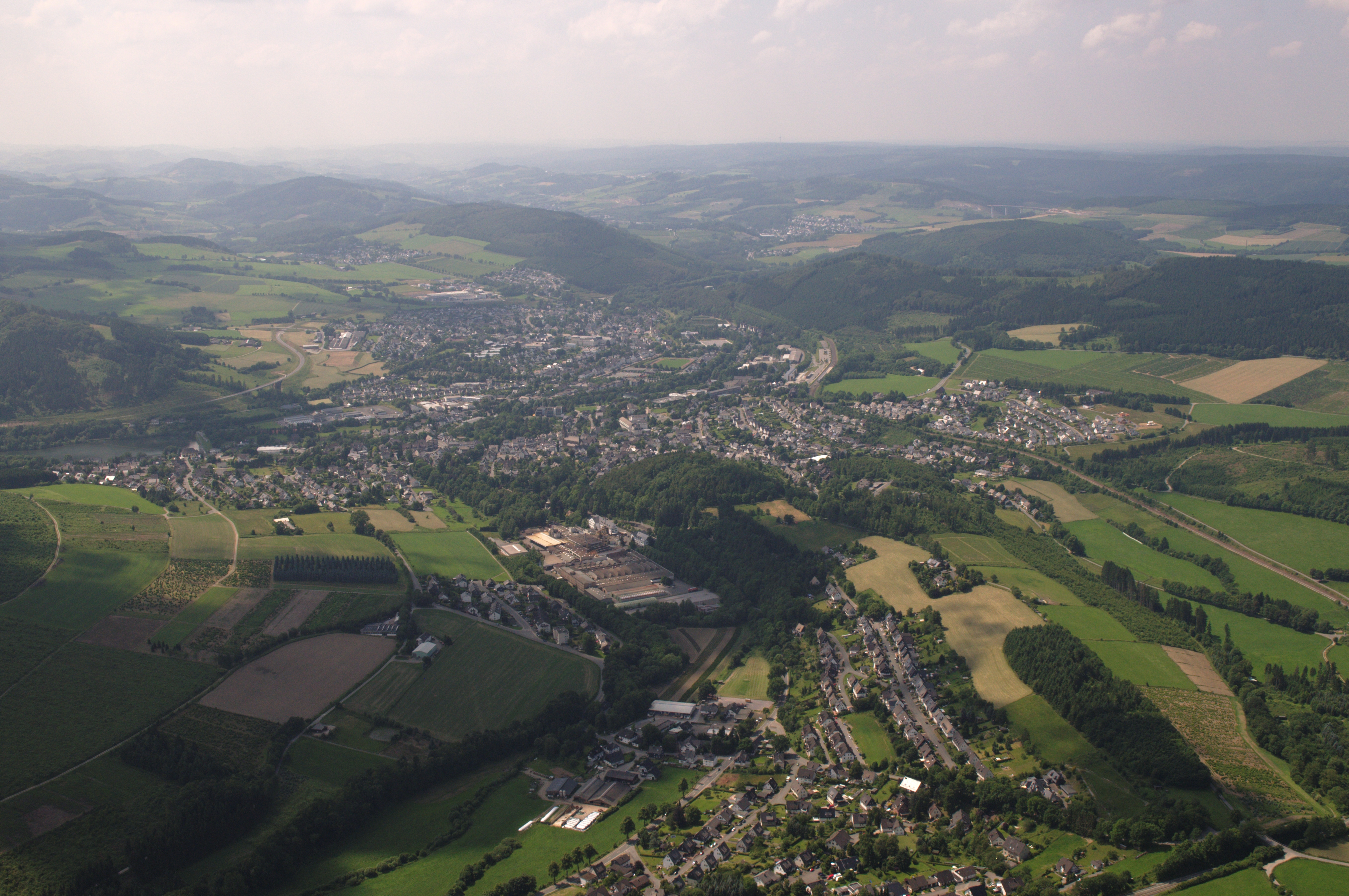
Luftbild von Olsberg mit Olsberger Hütte

Die Olsberger Hütte (heute Olsberg GmbH) ist Hersteller für Industrieprodukte aus Gusseisen und Feinblech sowie Spezialist für die Wärmeerzeugung aus erneuerbaren Energien (Scheitholz und Holzpellets). Das Unternehmen hat spätmittelalterlich-frühneuzeitliche Wurzeln und wird seither ohne nennenswerte Unterbrechungen betrieben. Zunächst wurde das Erz des Briloner Eisenbergs verhüttet. Im 19. Jahrhundert gab das Unternehmen die Verhüttung auf zugunsten von Produkten aus Gusseisen.

## Geschichte

### Frühe Neuzeit
Die älteste erhaltene Urkunde datiert 1495 und nennt eine Hütte bei Olsberg – ein Miteigentümer aus Brilon verkaufte Anteile an dieser Hütte. Eine weitere Erwähnung stammt aus dem Jahr 1536. Im Jahr 1566 wurde die Hütte neu aufgebaut. Die Hütte lag östlich von Olsberg am Gierskoppbach. Dieser lieferte auch mittels eines Hüttengrabens das für den Betrieb nötige Wasser. Die ebenfalls zum Betrieb nötige Holzkohle wurde in Kohlenmeilern in den benachbarten Wäldern erzeugt. Das Erz kam vom Briloner Eisenberg.
Die Hütte gehörte einigen Bürgern Olsbergs, die für die Nutzung des Wassers die Erlaubnis der Besitzer von Schloss Schellenstein einholen mussten. Diese erteilten die Erlaubnis 1585 für die Nutzung unter der Bedingung, dass jeder der damals fünf Gewerken einen Tag Spanndienste zu leisten hatte. Etwas später wurde die Zahl der Spanndienste ermäßigt. Dafür erhielt das Haus von Wrede Mitnutzungsrechte an der Hütte.
Trotz reichlicher Niederschlagsmengen war im Sommer oft nicht genug Wasser vorhanden. Im Winter verhinderte das Zufrieren des Baches die Produktion. Auch aus diesen Gründen war der Betrieb auf durchschnittlich drei Monate im Jahr begrenzt. Laut Lagerbuch für das Herzogtum Westfalen von 1612 betrug eine Betriebszeit damals dreizehn Wochen. Dies war im Vergleich mit anderen Betrieben der Region ein recht niedriger Wert.

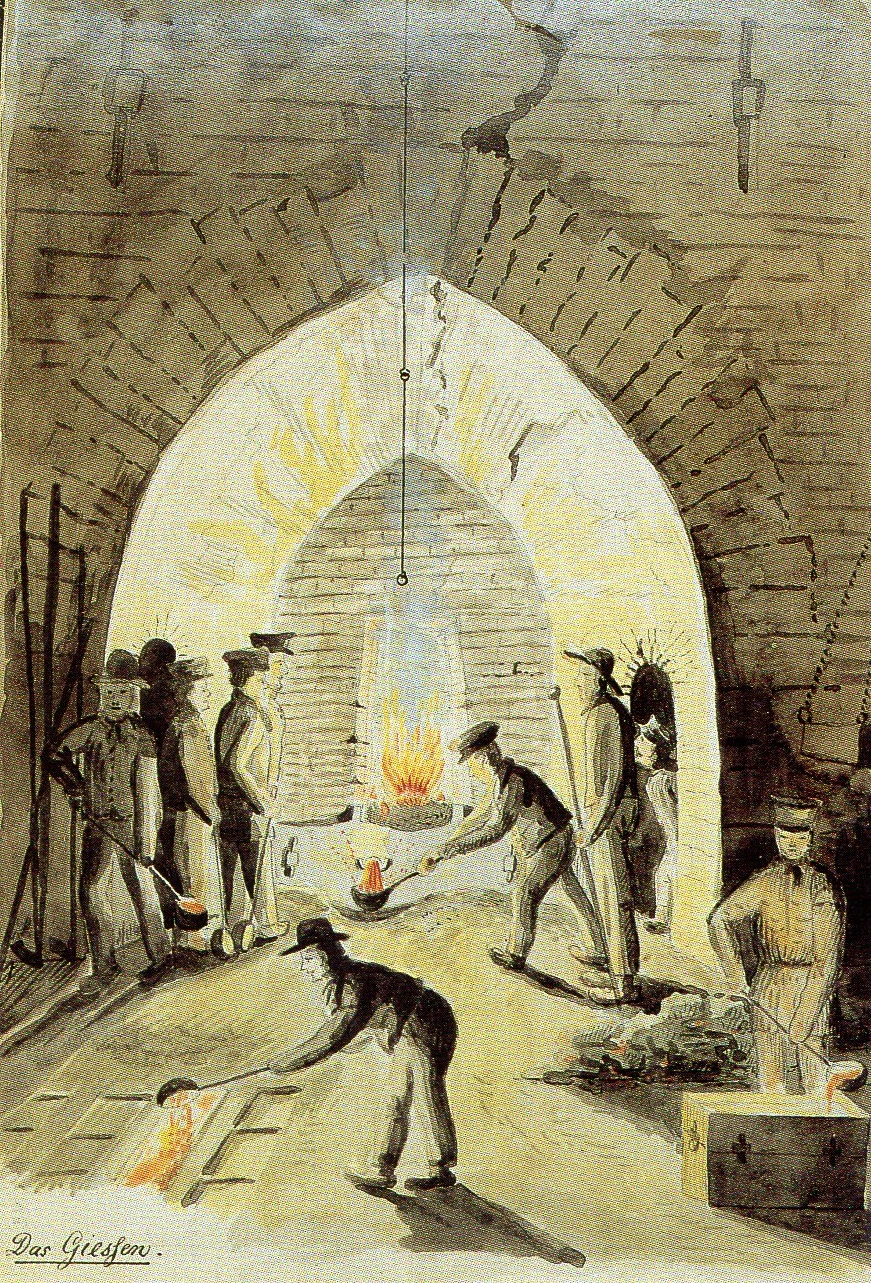
Gußvorgang (Aquarell von Wilhelm Castendyck zwischen 1854 und 1857)

Im Laufe des 17. Jahrhunderts wurden die Eigentümer der Hütte Besitzer der bedeutendsten Gruben am Eisenberg. Treibende Kraft in dieser Zeit war Johannes Hester (1657–1724). In dieser Zeit nahm auch die Eisenverarbeitung in Olsberg basierend auf der Produktion der Hütte stark zu. Im Jahr 1717 waren 23 Besitzer von Höfen auch Schmiede. Mit einem Vertrag definierten die damals sechs Gewerken 1691 die Ziele des Unternehmens. Fünf der Beteiligten kamen aus Olsberg und Brilon. Daneben war noch ein Esloher beteiligt. Vier Gewerke gründeten 1716 die Johannesmaaßener Gewerkschaft am Eisenberg.
Es kam seit 1697 zu einem Rechtsstreit zwischen den Anteilseignern, den der Esloher Gewerke Johann König auslöste. Dieser bemängelte die Qualität der Hütte und eine nicht ausreichende Produktionsmenge. Dabei ging es um eine Lieferung für einen Auftraggeber aus Amsterdam. Dies belegt, dass die Hütte über die Region hinaus Geschäftsbeziehungen unterhielt. Der Rechtsstreit gelangte bis an das Reichskammergericht, ohne dass es bis 1723 zu einer Einigung gekommen wäre. In der Folge schied König aus dem Unternehmen aus. Es wurde daraufhin eine neue Gewerkschaft gegründet. Dieser gehörten die Briloner J.H. Kannegießer, von der Becke, Schlador und Iskenius sowie die Olsberger Johannes Kropff und Johannes Hester an. Die Gewerken Kropff und Kannegießer integrierten ihre Rechte an der Olsberger Hütte in ihren Verbund anderer Gruben und Betriebe. Die Anteile konzentrierten sich seit den frühen 1750er Jahren immer mehr in der Familie Kropff. So trat die Familie das Erbe der von der Becke an. Ende des 18. Jahrhunderts bestand die Gewerkschaft der Olsberger Hütte aus 132 Anteilen. Davon entfielen auf H.C. Kropff 79, auf F.B. Kropff-Hester 28 und auf Johann Richard Kannegießer 25 Anteile.
Im Jahr 1710 benötigte die Hütte durchschnittlich siebzig Fuder Eisenerz pro Woche. Mit der Erhöhung der Erzförderung konnte auch die Produktion der Hütte gesteigert werden. Im Jahr 1740 wurde der Hochofen vergrößert. Die Gewerkschaft versuchte 1755 von Bergmeister Kannegießer die Erlaubnis zu bekommen, die Hütte zweimal im Jahr anblasen zu dürfen. Im Jahr 1780 beschlossen die Gewerken der Hütte, einen Stollen zur Olsberger Seite des Eisenberges anzulegen. Dies geschah in den folgenden vierzehn Jahren. Zur Einweihung im Jahr 1794 kam Kurfürst Maximilian Franz von Österreich persönlich nach Olsberg.

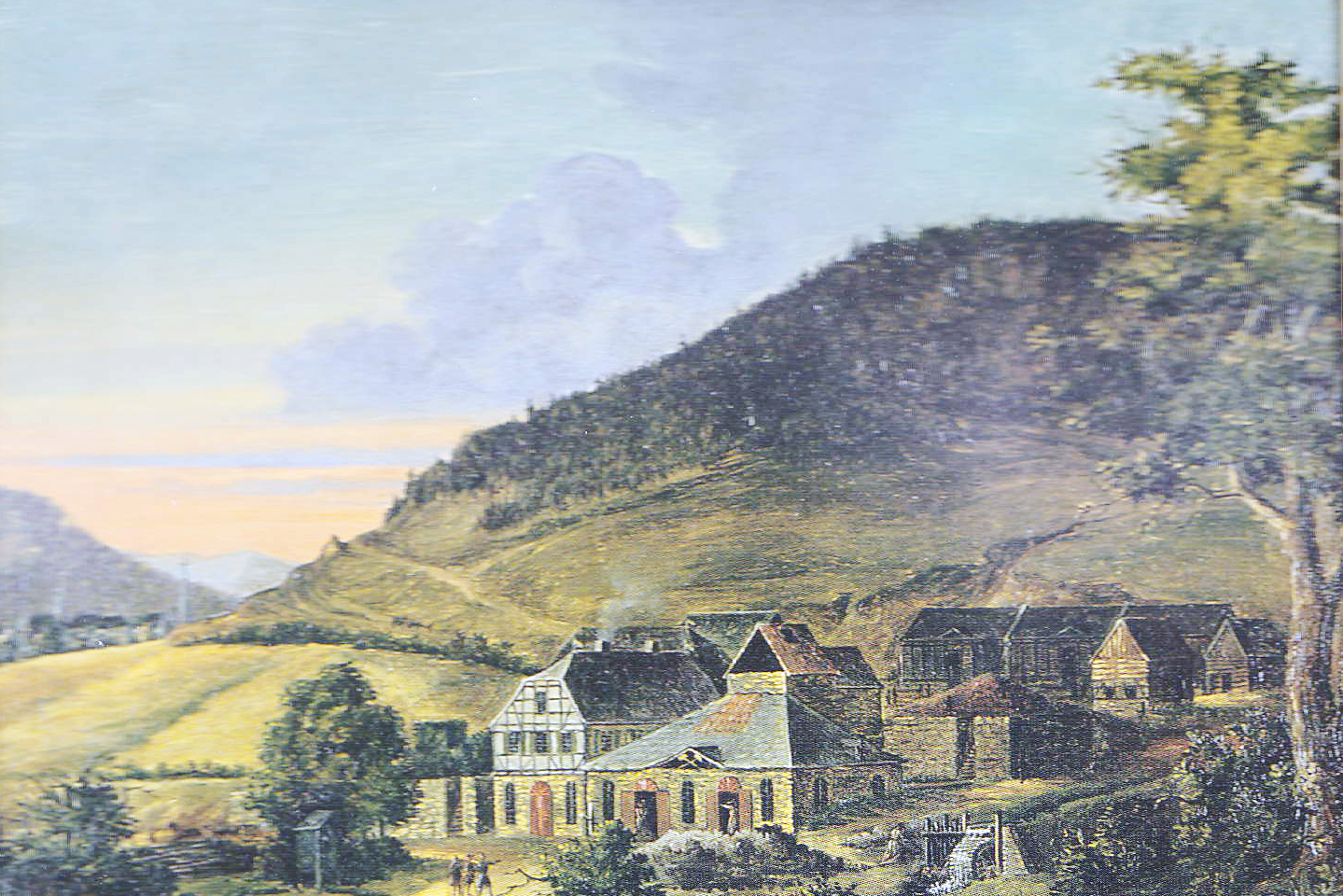
Die Olsberger Hütte, Gemälde von Engelbert Seibertz, 1832

Die Hütte produzierte zwischen 1800 und 1810 durchschnittlich etwa 277 Tonnen Roheisen pro Jahr. Zum Vergleich: Die Hoppecker Hütte produzierte zu dieser Zeit durchschnittlich 315 Tonnen und die Wocklumer Hütte 138 Tonnen pro Jahr. Die Produktionsanlagen entsprachen dem technischen Standard der Zeit. Gusswaren in größerem Maßstab kamen vermutlich erst seit 1809 dazu.
Zunächst war das Unternehmen ein reiner Verhüttungsbetrieb. Spätestens seit 1700 ist bei der Hütte ein angeschlossenes Hammerwerk zur Herstellung von Schmiedeeisen bezeugt. Dieses produzierte 1711 120 Karren Schmiedeeisen. Der Betrieb gehörte seit den 1720er Jahren der Familie Kannegießer. Der Hammer bezog Eisen auch von der Bontkirchener und der Hoppecker Hütte. Das Stabeisen wurde an Schmiede der Umgebung verkauft, aber auch auf der Allerheiligenkirmes in Soest. Der Olsberger Hammer verarbeitete aber nur einen kleinen Teil des von der Hütte produzierten Eisens. Der größte Teil wurde auf den Hammerwerken der Familie Kropff im benachbarten Bigge weiterverarbeitet. Von dort wurde das Stabeisen an Schmiede der Region verkauft, aber auch in Soest, Lippstadt und Münster.
Neben Hilfskräften waren zwei Reidemeister und drei Hüttenschmiede beschäftigt. Darüber hinaus gab der Betrieb direkt oder indirekt Bergleuten, Holzhauern, Köhlern, Fuhrleuten und Tagelöhnern Beschäftigung.

### 19. Jahrhundert
Angesichts des Niedergangs der meisten vorindustriellen Werke im Sauerland vor dem Hintergrund der Konkurrenz durch billiges englisches Importeisen ist es bemerkenswert, dass die Olsberger Hütte sich behaupten konnte. Zu Beginn der Industrialisierung passte sich das Werk durchaus erfolgreich an. Im Jahr 1822 schlossen die Gewerken einen neuen Vertrag ab. Die Anteilseigner vereinbarten, ihr Kapital vor allem auf die Olsberger Hütte zu konzentrieren. Dafür stellten die Gewerken ihre Investitionen in andere Werke ein. Dies ermöglichte die Modernisierung des Werkes zu Lasten anderer Werke, etwa der Knickhütte und der Hoppecker Hütte.

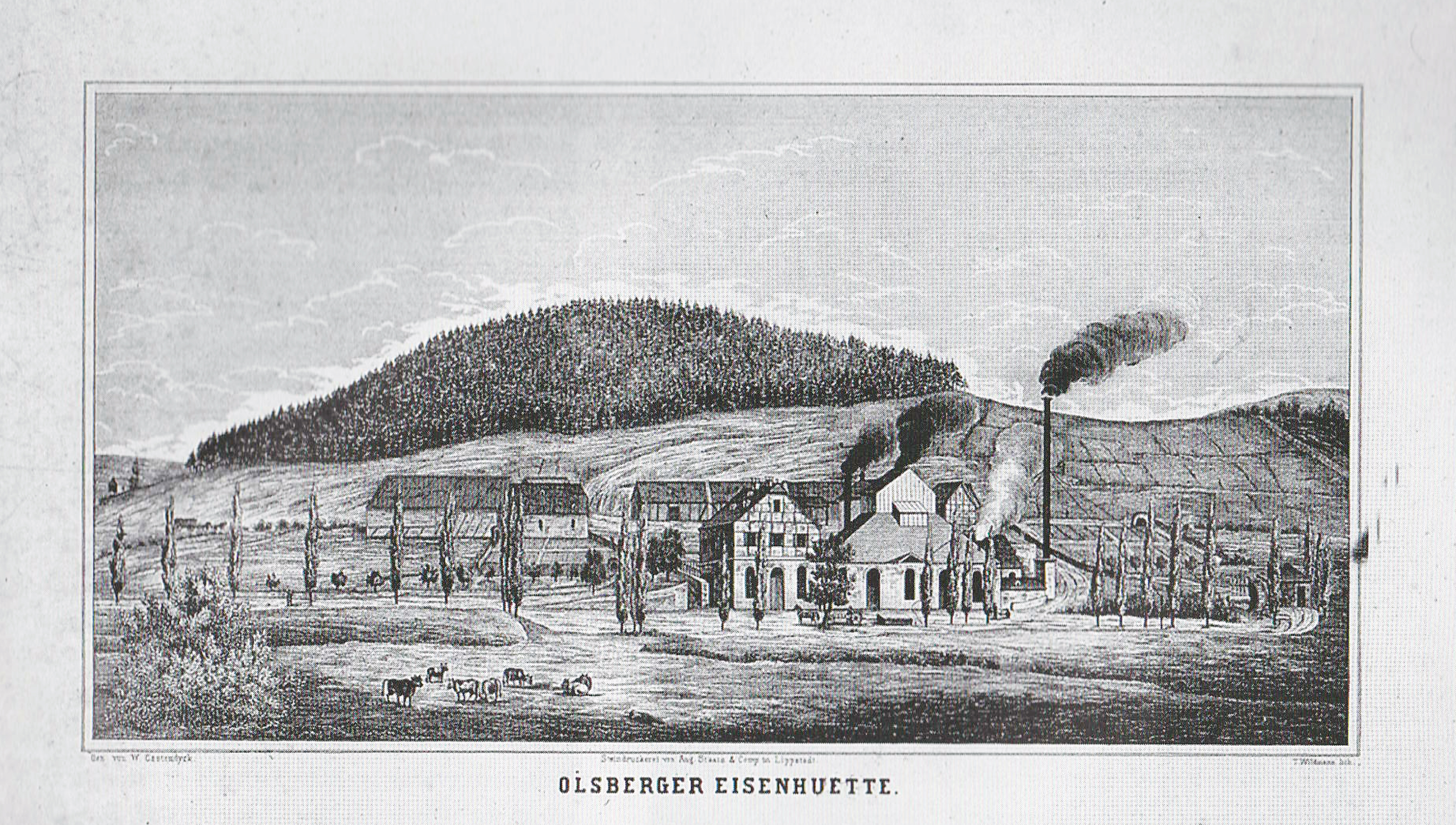
Die Olsberger Hütte um 1855, Lithographie von T. Wildmann

Der Betrieb wurde 1823 von Grund auf neu errichtet. An die Stelle der gegenüber den Puddelwerken nicht mehr konkurrenzfähigen Hammerwerke trat (wie bei anderen eisenindustriellen Werken des Sauerlandes auch) der Übergang zur Gießereitechnik. Im Jahr 1823 hatte die Olsberger Hütte einen leistungsfähigen Hochofen von 9 m Höhe, ein Formgusswerk, ein Schleifwerk und ein mit Wasserkraft betriebenes Zylindergebläse für die nötige Luftzufuhr. In der Nähe der Hütte am Weg nach Elleringhausen standen kleinere Gebäude der „Hüttenkaserne“. Dort lebten Berg- und Hüttenarbeiter, Köhler und Fuhrleute. 
Im Jahr 1825 wurde der Betrieb vom Oberberghauptmann besichtigt und als vorbildlich bezeichnet. Die Produktion betrug nunmehr etwa 90 Zentner pro Tag, dreimal mehr als früher. Die nicht selbst weiter weiterverarbeitete Roheisenproduktion wurde weiterhin an Hammerwerke in der Umgebung verkauft.

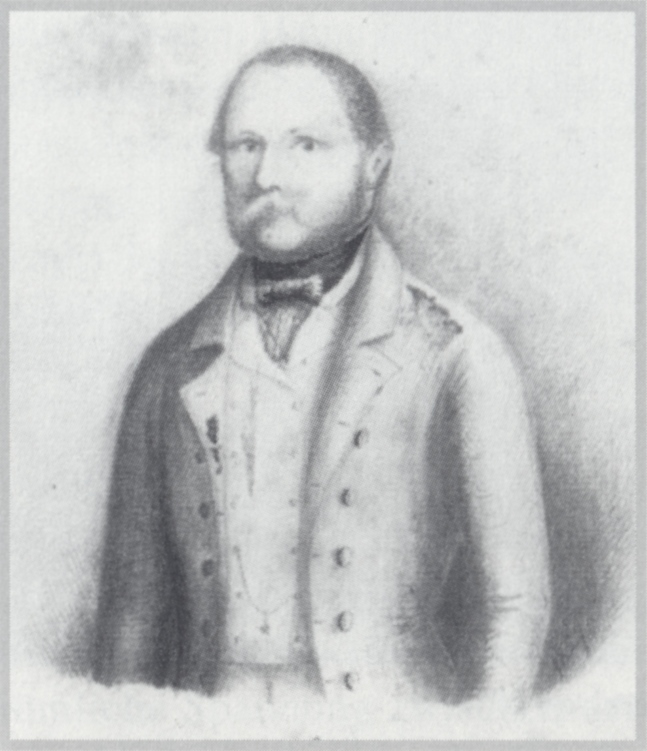
Hütteninspektor Wilhelm Castendyck um 1855

1854 kam eine Dampfmaschine und 1855 ein Kupolofen hinzu. Die erste Dampfmaschine leistete 12 PS. Aus Roheisen konnte so wesentlich ergiebiger als zuvor Gusseisen hergestellt werden. An Stelle der teuren Holzkohle wurde nunmehr Steinkohle zur Verhüttung eingesetzt. Der Schwerpunkt der Produktion verschob sich von der Roheisenherstellung zur Herstellung von Gusswaren.
Im Wesentlichen produzierte das Unternehmen Kesselöfen für die Landwirtschaft (zur Herstellung von Viehfutter). Zeitweise war die Olsberger Hütte in diesem Produktionssegment der größte Hersteller in Europa. Andere Unternehmer orientierten sich an den Abmessungen der in Olsberg hergestellten Öfen. Hinzu kamen Kohlekästen, Waffeleisen, Bügeleisen, Grabkreuze und andere Waren aus Gusseisen. In der Mitte der 1870er Jahre ging man zur Herstellung von (damals modernen) Zimmeröfen und Kochherden über.
Das Unternehmen musste auch Rückschläge verkraften. Insbesondere nach dem Anschluss des oberen Sauerlandes an das Eisenbahnnetz konnten die Hochöfen in Bredelar und Olsberg nicht mehr mit der übermächtigen Großindustrie des Ruhrgebiets konkurrieren; daher wurden 1881 beide Hochöfen (als die letzten im Sauerland) ausgeblasen. Durch die vorangegangene Schwerpunktverlagerung hin zur Gießereitechnik war dies nicht als existenzgefährdend. Auf diesem Weg der Spezialisierung ging das Unternehmen weiter. Im Jahr 1895 wurde ein Emaillierwerk errichtet. Außerdem wurden zwei Wasserkraftturbinen installiert. Um stets ausreichend Wasser zu haben, wurde der Hüttenteich angelegt. Mit dem Anschluss von Olsberg an das Stromnetz 1909/1910 konnte verstärkt die Elektrizität als Antriebsenergie genutzt werden.
Die Zahl der Beschäftigten stieg von 120 im Jahr 1893 auf 210 im Jahr 1900; das Werk florierte. Als Problem in der ansonsten mittlerweile weitgehend deindustrialisierten Umgebung erwies sich die Gewinnung von qualifizierten Arbeitern, was das Wachstum des Werkes begrenzte.

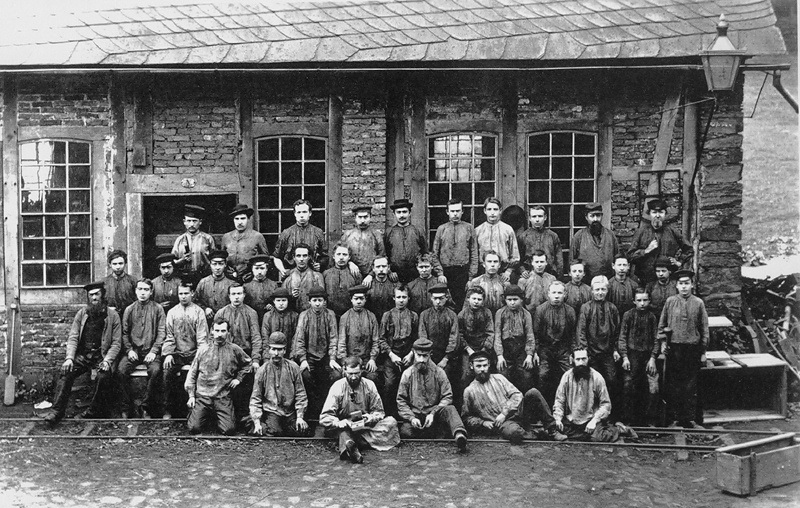
Former der Olsberger Hütte um 1885

1892 wurde eine Fabrikordnung eingeführt. Auch ein sechsköpfiger Arbeiterausschuss war vorgesehen. Gegen Ende des 19. Jahrhunderts wurde die Hütte zu einem Entstehungspunkt der Arbeiterbewegung im katholisch geprägten Sauerland. 1897 schlossen sich die Arbeiter mehrheitlich zunächst dem christlichen Bergarbeiterverband an; sie nach wechselten nach 1900 zum Christlichen Metallarbeiterverband. Im Jahr 1910 kam es zu einem langen Streik, der erst nach Monaten und durch Vermittlung von dritter Seite beendet werden konnte.

### 20. Jahrhundert
Zu Beginn des Ersten Weltkriegs litt das Werk durch Einberufungen. Teilweise wurde das Werk auf die Herstellung kriegswichtiger Produkte umgestellt. Nach dem Tod der letzten Alleininhaberin Ida Kropff-Federath im Jahr 1918 ging die Hütte in das Eigentum der Kropff-Federrath’schen Stiftung über. Als Treuhänder übernahm das Bistum Paderborn vorübergehend die Verwaltung, ehe das Werk 1920 an Verwandte der letzten Besitzerin verkauft wurde. Die Führung des nun als GmbH geführten Unternehmens übernahm Hermann Everken, der von Essen nach Olsberg wechselte. Obwohl auch die Olsberger Hütte von den wirtschaftlichen Krisen der Weimarer Zeit betroffen war, waren diese nicht existenzbedrohend. Für die Arbeiter erwies es sich zu Zeiten von Kurzarbeit und zeitweiligen Betriebsstilllegungen von Vorteil, dass die meisten landwirtschaftlichen Kleinbesitz hatten. Gegen Ende der 1920er Jahre verlagerte sich der Produktionsschwerpunkt immer mehr in Richtung der Herstellung von Zimmeröfen. Insbesondere in den 1930er Jahren (Weltwirtschaftskrise, NS-Regime) wurden die Produkte zwecks Effizienzsteigerung zum Einsparen von Brennstoffen technisch verbessert. Die Produktion von Heizkörpern erwies sich nicht als profitabel und wurde später wieder aufgegeben. Die Belegschaft wuchs von etwa 300 Beschäftigten 1920 auf etwa 400 Beschäftigte 1938. Im Jahr 1939 wurde aus der GmbH eine KG (Olsberger Hütte, Hermann Everken KG).

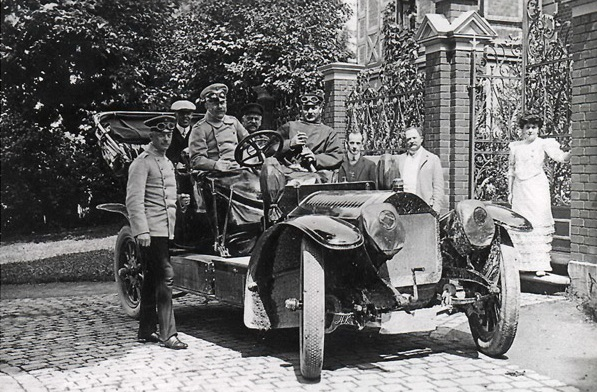
Links der Dichter Julius Stinde. Ida Kropff-Federath (unter anderem Besitzerin der Olsberger Hütte) steht auf der Treppe ihrer Villa (um 1900)

Während des Zweiten Weltkriegs produzierte die Olsberger Hütte zwar weiter Öfen, lieferte aber vor allem an die Wehrmacht. Auch Zubehörteile für Holzvergaser für Kraftfahrzeuge wurden produziert. An die Stelle der einberufenen Arbeiter traten Kriegsgefangene und Zwangsarbeiter. Kurz vor Kriegsende wurde das Werk in ein Lager für Kriegsgefangene und Zwangsarbeiter umgewandelt. Insbesondere bei deren Verlagerung kam es auch zu Beschädigungen von Betriebsanlagen. Die seit Juli 1945 vorbereitete Wiederaufnahme der Produktion fand Anfang 1946 statt.
Nach dem Zweiten Weltkrieg (Nachkriegszeit in Deutschland) und während der Jahre des Wirtschaftswunders war die Nachfrage groß. Herdöfen zum Heizen und Kochen wurden besonders nachgefragt. Olsberg modernisierte seine Produkte und stellte seit 1956 Ölöfen her. Auch innerbetrieblich wurde das Werk modernisiert. Seit 1959 wurden die Öfen in Großserie auf Rollenbändern montiert. Auch eine neue Gießerei und moderne Lagergebäude wurden errichtet. Allmählich ließ die Nachfrage für landwirtschaftliche Kessel und Kohleöfen nach. Stattdessen konzentrierte sich das Unternehmen seit 1967 auf die Herstellung von Elektrospeicherheizungen. Außerdem begann man mit der Fertigung von Heizungsanlagen und Heißwasserbereitern. Daneben wurde die Gießerei zu einer modernen Kundengießerei weiterentwickelt. Als 1967 die Warsteiner Eisenwerke in Konkurs gingen, übernahm die Olsberger Hütte am Standort Warstein die Herstellung von Ölöfen. Die Olsberger Hütte übernahm danach weitere verschiedene Marken insolventer Konkurrenzunternehmen, produzierte diese aber in Olsberg.
Im Jahr 1977 konnte die Gießerei Junker in Brilon übernommen werden. Seit 1983 wurde die Ofengussproduktion für die eigene Fertigung in den Gießereien des Unternehmens immer mehr zurückgefahren und diese zu Kundengießereien umgewandelt. Ein Relikt aus der Zeit, als Hütte und Bergbau noch eng verbunden waren, war die Zugehörigkeit der Beschäftigten zur Knappschaftsversicherung. Wegen der höheren Beiträge bemühte sich die Unternehmensleitung um ein Verlassen der Knappschaft. Erst seit 1991 werden neu eingestellte Beschäftigte nicht mehr knappschaftlich versichert.

## Heutige Unternehmensstruktur
Olsberg beschäftigt weltweit ca. 430 Mitarbeiter. Die für die Investitionsgüterindustrie gefertigten Gießerei-Produkte finden sich in Robotern, elektronischen Antriebslösungen, Baumaschinen und in der Wasserversorgung wieder. Feinblechprodukte werden sowohl für Markenartikler wie WMF, Stiebel-Eltron, Vaillant oder AEG gefertigt als auch bei elektrischen Heizsystemen unter der eigenen Marke vertrieben.
Kaminöfen und Pelletöfen werden unter dem Markennamen „Olsberg“ via Fachhandel vertrieben.
Das Unternehmen hat Produktionsstandorte in Olsberg, Brilon, Königshütte sowie im Rahmen einer Mehrheitsbeteiligung in Ungarn. Eine Tochtergesellschaft in Japan vertreibt elektrische Heizsysteme sowie Kamin- und Pelletöfen.
Edward Kersting wurde 1965 in Nachfolge von Hans Everken geschäftsführender Gesellschafter der Olsberger Hütte. 2000 übergab er das Unternehmen an seinen Sohn Ralf. 2014 wurde das Unternehmen umfirmiert von Olsberg Hermann Everken GmbH auf Olsberg GmbH. Ralf Kersting verließ Ende 2017 das Unternehmen; Stefan Osebold und Ulrich Herrmann übernahmen die Geschäftsführung.